# Steve Jocz
Steve Jocz, född 23 juli 1981 i Ajax i Ontario, är en kanadensisk trummis som spelar i Sum 41. Han går under smeknamnet Stevo32, eller bara 'Stevo'.
Jocz bildade Sum 41 tillsammans med Deryck Whibley, efter att de lämnat sina tidigare respektive band.
Han ses ofta som frontfigur i bandet på grund av hans utåtriktade personlighet och sjuka humor. Han tar ofta över intervjuer och har ofta politiska inslag i intervjuerna, och är en av de mest kända artisterna som är emot George W. Bush.
Han spelade huvudrollen i några av Sum 41:s egeninspelade filmer, så som 1-8000 JUSTICE, Public Service Announcements, The Stache och Basketball Butcher.
Vid sidan av verksamheten i Sum 41 är Jocz klassisk pianolärare.